# Хайхороев, Руслан Хусенович
Руслан Хусенович Хайхороев (1963 — 8 сентября 1999) — чеченский военный командир, бригадный генерал армии Ичкерии, выходец из тайпа Хайхорой, тукхум Орстхой, один из руководителей обороны с. Бамут во время Первой чеченской войны. Российские власти обвиняли его в терроризме и похищениях граждан России.

## Биография
Был рабочим совхоза. Затем являлся лидером бандформирования на западе Чечни. Обосновывал свои действия тем, что Россия должна Ичкерии контрибуцию, но поскольку её не выплачивают, то боевики должны выбивать контрибуцию по частям, за каждого похищенного солдата. Предполагается, что Хайхороев имел отношение к бесследному исчезновению журналистов газеты «Невское время» Максима Шаблина и Феликса Титова, а также являлся заказчиком двух взрывов в московских троллейбусах 11 и 12 июля 1996 года и взрыва междугородного пассажирского автобуса в Нальчике в 1996 году.
В 1996 году участвовал в по-началу успешных для боевиков боях за Бамут. Во время осады Бамута, командовавший отрядами боевиков Хайхороев, обещал казнить по пять пленных после каждого обстрела посёлка со стороны российских войск. В мае после взятия федеральными силами Бамута, отряд Хайхороева смог пробиться из окружения и покинуть населенный пункт.  Позже отряд ушел на помощь окружённому в Ачхой-Мартане отряду Елоева. Общими силами боевики смогли смогли успешно атаковать российские силы и снять окружение.
Весной 1998 года решением Военного Совета Государственного Комитета обороны ЧРИ бригадному генералу Хайхороеву, чеченцу по национальности, было поручено активизировать широкомасштабные боевые действия южнее пределов Западного фронта ЧРИ: по сути, он был назначен ответственным за проведение диверсионных акций на направлении «Моздок — Владикавказ», вокруг конфликтной ситуации на границе Ингушетии и Осетии.
В апреле 1998 года Главное управление Генпрокуратуры России по надзору за исполнением законов о федеральной безопасности и межнациональных отношениях на Северном Кавказе объявило Хайхороева в федеральный розыск. Ему инкримнируется похищение 24 граждан Северной Осетии, за 17 из которых он получил выкуп в размере 1,7 миллионов долларов. А ещё за двух заложников — представителей международного православного центра Пеньковского и Петрова — Хайхороев рассчитывал получить 1,5 миллиона.
Банда Руслана Хайхороева действовала на территории Чечни и специализировалась на нападении на людей и их похищении, вымогательстве имущества и крупных денежных средств у родственников и близких похищенных.
По данным правоохранительных органов, Хайхороев являлся организатором похищения 1 мая 1998 года полномочного представителя Президента РФ в Чечне Валентина Власова.
Известен как убийца пограничника Евгения Родионова. Именно Хайхороев убил его,  он руководил отрядом, захватившим Родионова в плен. По показаниям пленных, он воспринял как унижение отказ снять крестик и отречься от православной веры. 
В предшествующие второй кампании полтора года Хайхороев, по данным следствия по делу его бандформирования, занимался вербовкой молодёжи в отряды ваххабитов, предлагая за совершение диверсий против федеральных сил и мирных граждан крупные денежные вознаграждения.

## Обстоятельства смерти
Участвовал во вторжении чеченских формирований в Дагестан в августе — сентябре 1999 года. Существуют две версии смерти Хайхороева. По одной версии, 8 сентября 1999 года он скончался в районной больнице н.п. Урус-Мартан Чеченской Республики от смертельных ран, полученных в ночь с 23 на 24 августа 1999 года во время боев в Ботлихском районе Дагестана, где воевал в составе отрядов Арби Бараева. Согласно другой версии, Хайхороев приблизительно в конце августа был застрелен по законам кровной мести односельчанами то ли в собственном доме в Бамуте, то ли в Грозном вместе с братом Саид-Эмином. Подробности этой акции, согласно предписаниям адатов, остаются известны лишь самим кровникам. По сведениям газеты «КоммерсантЪ», группа Хайхороева просуществовала до середины 2000 года, а затем её члены перешли в отряды других полевых командиров.

## Семья
Был женат на уроженке Ачхой-Мартана Хеде Хасиевой. Дети: сыновья Рамзан (1987 г. р.) и Резван (1990 г. р.), дочь Разет (1990 г. р.). Старший из сыновей, Рамзан Хайхороев, с 2003 года поддерживал активные связи с участниками вооружённого подполья в Чечне и Ингушетии и состоял в рядах незаконного вооружённого формирования «Бамутский батальон», где занимался диверсионной деятельностью против федеральных сил на территории Северокавказского региона и разбойными нападениями на граждан в пограничных Ачхой-Мартановском и Сунженском районах. По сведениям жителей села Бамут, откуда родом боевик, Хайхороев-младший никогда не посещал среднюю школу и практически не умел читать и писать. Рамзан Хайхороев был ликвидирован 1 июня 2006 года в ходе совместной операции правоохранительных органов Чечни и Ингушетии в станице Нестеровская Сунженского района Ингушетии.
Младший брат Руслана Магомед Хайхороев (1966 г. р.) также принимал активное участие в деятельности незаконных вооружённых формирований в период Первой чеченской кампании. По данным органов прокуратуры, этот полевой командир имел непосредственное отношение к разработке серии террористических актов за пределами Чечни. В частности, боевики под его руководством совершали неоднократные рейды на Ингушетию и осуществляли нападения на бойцов погранвойск в приграничных с Северной Осетией районах. Также удалось выяснить, что Магомед Хайхороев являлся одним из организаторов громких похищений и убийств граждан России, среди которых — убийство репортёров газеты «Невское время». В апреле 2000 года боевик был задержан в ходе спецоперации федеральных сил в селении Комсомольское. В дальнейшем сведений о его судьбе не поступало, пока 5 мая 2003 года правозащитная организация «Машр» со ссылкой правоохранительные органы Ингушетии сообщила об обнаружении недалеко от села Сагопши Малгобекского района тела уроженца села Бамут Ачхой-Мартановского района ЧР Магомеда Хайхороева со следами огнестрельных ранений. По данному факту прокуратурой города Малгобек было возбуждено уголовное дело.